# Ana Šimić
Ana Šimić (ur. 5 maja 1990 w Gradačacu) – chorwacka lekkoatletka specjalizująca się w skoku wzwyż.
Jako juniorka i juniorka młodsza startowała w międzynarodowych zawodach nie odnosząc w nich sukcesów. W 2010 odpadła w eliminacjach mistrzostw Europy, a na początku 2011 nie awansowała do finału halowego czempionatu Starego Kontynentu. Brązowa medalistka mistrzostw Europy w Zurychu (2014).
Złota medalistka mistrzostw Chorwacji oraz reprezentantka kraju w drużynowych mistrzostwach Europy i juniorskich meczach międzypaństwowych.
Rekordy życiowe – stadion: 1,99 (17 sierpnia 2014, Zurych); hala – 1,95 (8 lutego 2015, Trzyniec).

## Osiągnięcia
| Rok  | Impreza                               | Miejsce        | Lokata            | Wynik |
| ---- | ------------------------------------- | -------------- | ----------------- | ----- |
| 2007 | Mistrzostwa świata juniorów młodszych | Ostrawa        | el. – 21. miejsce | 1,70  |
| 2007 | Olimpijski Festiwal Młodzieży Europy  | Belgrad        | el. – 13. miejsce | 1,70  |
| 2008 | Mistrzostwa świata juniorów           | Bydgoszcz      | el. – 14. miejsce | 1,78  |
| 2009 | Mistrzostwa Europy juniorów           | Nowy Sad       | el. – 18. miejsce | 1,73  |
| 2010 | Mistrzostwa Europy                    | Barcelona      | el. – 22. miejsce | 1,83  |
| 2011 | Halowe mistrzostwa Europy             | Paryż          | el. – 20. miejsce | 1,85  |
| 2011 | I liga drużynowych mistrzostw Europy  | Izmir          | 1. miejsce        | 1,92  |
| 2011 | Młodzieżowe mistrzostwa Europy        | Ostrawa        | 7. miejsce        | 1,90  |
| 2011 | Uniwersjada                           | Shenzhen       | 11. miejsce       | 1,81  |
| 2012 | Halowe mistrzostwa krajów bałkańskich | Stambuł        | 3. miejsce        | 1,91  |
| 2012 | Halowe mistrzostwa świata             | Stambuł        | el. – 14. miejsce | 1,88  |
| 2012 | Mistrzostwa Europy                    | Helsinki       | el. – 20. miejsce | 1,83  |
| 2012 | Igrzyska olimpijskie                  | Londyn         | el. – 29. miejsce | 1,80  |
| 2013 | Halowe mistrzostwa krajów bałkańskich | Stambuł        | 1. miejsce        | 1,93  |
| 2013 | Halowe mistrzostwa Europy             | Göteborg       | el. – 11. miejsce | 1,89  |
| 2013 | Igrzyska śródziemnomorskie            | Mersin         | 2. miejsce        | 1,92  |
| 2013 | Mistrzostwa krajów bałkańskich        | Stara Zagora   | 3. miejsce        | 1,88  |
| 2013 | Mistrzostwa świata                    | Moskwa         | el. – 19. miejsce | 1,88  |
| 2014 | Halowe mistrzostwa świata             | Sopot          | el. – 16. miejsce | 1,88  |
| 2014 | Mistrzostwa Europy                    | Zurych         | 3. miejsce        | 1,99  |
| 2014 | Puchar interkontynentalny             | Marrakesz      | 3. miejsce        | 1,95  |
| 2015 | Mistrzostwa świata                    | Pekin          | 9. miejsce        | 1,88  |
| 2016 | Mistrzostwa Europy                    | Amsterdam      | el. – 14. miejsce | 1,89  |
| 2016 | Igrzyska olimpijskie                  | Rio de Janeiro | el. – 22. miejsce | 1,89  |
| 2017 | Halowe mistrzostwa Europy             | Belgrad        | 7. miejsce        | 1,89  |
| 2017 | Mistrzostwa świata                    | Londyn         | el. – 25. miejsce | 1,85  |
| 2018 | Mistrzostwa Europy                    | Berlin         | 10. miejsce       | 1,87  |
| 2019 | Halowe mistrzostwa Europy             | Glasgow        | el. – 18. miejsce | 1,85  |
| 2019 | Mistrzostwa świata                    | Doha           | 7. miejsce        | 1,93  |
| 2021 | Igrzyska olimpijskie                  | Tokio          | el. – 25. miejsce | 1,86  |